# Фул медамес

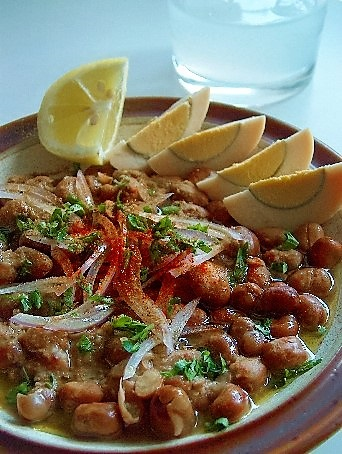
Фул медамес, подані з нарізаними яйцями та овочами

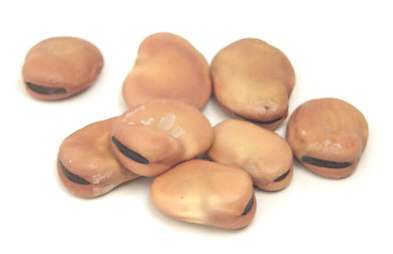
Боби, основна складова страви

Фул медамес (фуль мідамес, араб. فول مدمس, англ. ful midamess) — національна страва в кухні багатьох арабських країн (єгипетської, ліванської, сирійської), традиційно вона подається до столу на сніданок. Являє собою варені на повільному вогні боби (Vicia faba), які можуть бути приправлені часником, лимонним соком та оливковою олією. Завдяки дешевизні та поживності інгредієнтів, фул з давніх-давен є важливою частиною раціону простого населення.
Через велику кількість білка в бобах, фул — важка страва для травлення. Саме тому її їдять на сніданок або, в крайньому випадку, на обід. Існує навіть така сирійська приказка: «Фул — сніданок принца, обід бідняка та вечеря віслюка». До речі, в Сирії популярний варіант з додаванням свіжих помідорів і петрушки, який легше засвоюється і, тому, більше підходить для «європейського» шлунку.

## Історія
У Єгипті існує легенда, згідно з якою приготування фула в Каїрі в середні століття було зосереджено навколо міських лазень. Величезні котли з водою для бань підігрівали на вогні протягом усього дня. Дров було мало, так що топили навіть сміттям. До вечора ж, коли відвідувачі лазень розходилися, а багаття все ще продовжували тліти, їх цінне тепло використовували для приготування фула: котли наповнювали бобами і залишали варитися на всю ніч. До ранку виходила величезна кількість фула, і за ним приїжджали посильні з усіх кінців Каїру, щоб придбати «оптовий» фул і доставити його своїм господарям, і в трактири.

## Салат

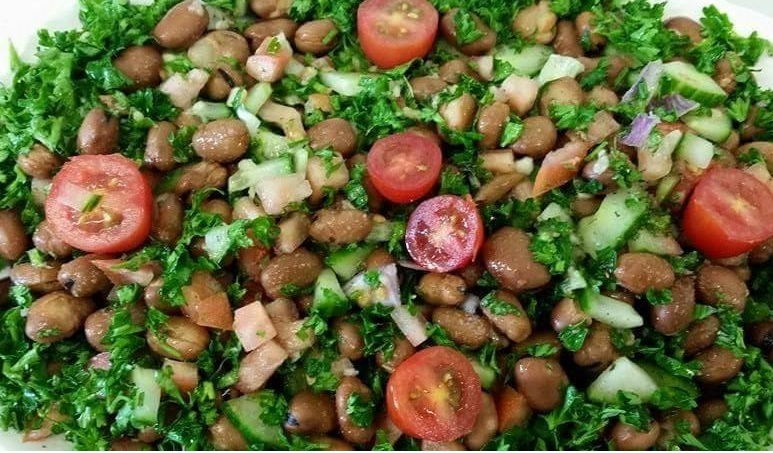
Салат Фул медамес

Салат фул медамес (араб. سلطة فول مدمس) це арабський улюблений Мезе на сніданок. Зазвичай складається з кінських бобів, порізаних помідорів, цибулі, петрушки, лимонного соку, оливкової олії і солі.